# 貝瑟尼 (印第安納州)
贝瑟尼（英語：Bethany）是一個位於美國印第安納州摩根縣的城鎮。

## 人口
根據2010年美國人口普查的數據，贝瑟尼的面積為0.25平方千米，當中陸地面積為0.25平方千米，而水域面積為0.00平方千米。當地共有人口81人，而人口密度為每平方千米324人。